# 48457 Joseffried
48457 Joseffried è un asteroide della fascia principale. Scoperto nel 1991, presenta un'orbita caratterizzata da un semiasse maggiore pari a 2,3384716 UA e da un'eccentricità di 0,0757643, inclinata di 6,29280° rispetto all'eclittica.